# August Sackenheim
August Sackenheim (* 5. August 1905 in Duisburg; † 10. April 1979) war ein deutscher Fußballspieler und -trainer. Von 1929 bis 1931 hat er in der deutschen Fußballnationalmannschaft vier Länderspiele absolviert und dabei zwei Treffer erzielt.

## Laufbahn

### Vereine
Sackenheim begann 1916 seine Fußballkarriere beim Duisburger SpV, wo der Offensivspieler dann bis 1929 bei den „Rotblusen“ auf Torejagd ging. Mit dem Spielverein der im gehobenen Bürgertum verankert war, nahm er von 1924 bis 1927 vier Jahre in Folge an den Endrunden um die deutsche Fußballmeisterschaft teil. Dreimal – 1924, 1925, 1927 – als Westdeutscher Meister. Am erfolgreichsten schnitt der DSV 1924/25 ab: Nach Erfolgen gegen Alemannia Berlin (2:1) und Altona 93 mit Angriffsdirigent Adolf Jäger (2:0, beide Tore von Sackenheim) scheiterte der westdeutsche Meister erst im Halbfinale am 24. Mai gegen den 1. FC Nürnberg mit 0:3. Insgesamt hat der zumeist auf Halblinks oder am linken Flügel stürmende Sackenheim für den DSV an der Seite von Hans Gruber und Bruder Peter sechs Endrundenspiele mit drei Toren absolviert. Zur Saison 1929/30 wechselte er zu Guts Muts Dresden nach Sachsen.
Im LIBERO des IFFHS aus dem Jahr 1994 wird Sackenheim im Wettbewerb des Bundespokals 1927/28 in der Mannschaft von Westdeutschland aufgeführt, welche im Halbfinale nach drei legendären Spielen (4:4 n. V., 2:2 n. V., 1:2 n. V.) an Norddeutschland am Einzug in das Finale scheiterte. Sackenheim gehörte zu den Torschützen beim 4:4 (2 Tore) und brachte den Westen auch am 1. April 1928 in Altona beim 2. Wiederholungsspiel in der 20. Minute mit 1:0 in Führung.
Für die Dresdner „Lilien“ spielte er bis 1932 in Mitteldeutschland im Gau Ostsachsen. In seiner ersten Saison bei Guts Muts, 1929/30, errang er an der Seite von Martin Reißmann hinter dem Dresdner SC die Vizemeisterschaft. Auch 1931 erreichte Sackenheim mit seinen Mannschaftskollegen die Vizemeisterschaft, zu einem Titelgewinn reichte es aber nicht. Hermann Flick war 1931 von TuS Duisburg 48/99 ebenfalls zu Guts Muts gekommen. Sackenheim wechselte 1932 zum Dresdner SC, wo er prompt 1932/33 die Meisterschaft feiern konnte und damit auch in die Endrunde um die deutsche Meisterschaft einzog. Ab 1933/34 spielte er mit dem DSC in der Gauliga Sachsen, wo er auch in der Debütrunde die Meisterschaft gewinnen konnte. Für den DSC kam er zu zwei Einsätzen um die deutsche Fußballmeisterschaft: Am 7. Mai 1933 bei einer 1:2-Heimniederlage nach Verlängerung gegen Arminia Hannover und am 29. April 1934 bei einem 3:1 in Leipzig gegen Borussia Fulda, wo er als linker Verbinder neben Mittelstürmer Helmut Schön auflief. Zweimal reichte es 1935 und 1936 zur Vizemeisterschaft in der Gauliga Sachsen.
Nach dem Zweiten Weltkrieg wurde Sackenheim Trainer. Er arbeitete unter anderem bei der SG Striesen in Dresden.

### Nationalmannschaft
Als Aktiver von Guts Muts Dresden konnte Sackenheim zwar keine Meisterschaften gewinnen, aber er wurde in dieser Zeit in die Nationalmannschaft berufen. Am 20. Oktober 1929 debütierte Sackenheim zusammen mit Flick und Fritz Szepan in der deutschen Nationalmannschaft. Beim 4:0-Sieg in Altona gegen Finnland steuerte er die letzten beiden Treffer bei. Sein zweites Länderspiel bestritt er am 4. Mai 1930 in Zürich gegen die Schweiz bei einem 5:0-Sieg. Am Ende der Saison 1930/31 kam er auf einer Nordlandreise zu seinem dritten und vierten Länderspieleinsatz: Am 17. Juni in Stockholm gegen Schweden (0:0) und am 21. Juni in Oslo gegen Norwegen (2:2). In Oslo war der deutsche Angriff in der Besetzung mit Josef Bergmaier, Johannes Sobek, Johannes Ludwig, Werner Widmayer und Sackenheim angetreten. Ein weiterer Treffer gelang ihm nicht mehr.
Sackenheim hat auch im Bundespokal für die Verbände von Westdeutschland und Mitteldeutschland gespielt. Mit der Westauswahl stand er am 4. Juli 1926 sogar im Finale gegen Süddeutschland, der Süden gewann aber deutlich mit 7:2. Das letzte Auswahlspiel bestritt er als Spieler vom Dresdner SC mit der Gauauswahl von Sachsen am 2. Juli 1933 in Leipzig gegen Westfalen (1:1 n. V.).